# 北村栄基
北村 栄基（きたむら えいき、1981年2月3日 - ）は、日本の元俳優。熊本県出身。血液型はB型。身長178cm。実姉は女優の井上晴美。

## 略歴
1998年に俳優デビュー。その後もドラマ、映画を中心に活躍するが、2010年にレプロエンタテインメントを離籍。
2012年5月22日にモデルの真山景子と結婚。同年12月17日に第1子男児が誕生した。2013年12月15日に結婚式を行った。
2021年1月30日に離婚を発表。離婚の時期は2020年秋ごろだという。

## 出演

### テレビドラマ
- 美少女H 第16話（1998年、フジテレビ）
- 伝説の教師（2000年、日本テレビ）
- 天国に一番近い男（2001年、日本テレビ）
- FACE〜見知らぬ恋人〜（2001年、日本テレビ）
- ごくせん（2002年、日本テレビ） - 島津栄基 役
- WATER BOYS（2003年、フジテレビ） - シンクロ水泳指導
- またのお越しを（2003年、TBS）
- 愛の家〜泣き虫サトと7人の子〜（2003年、NHK） - 紅木誠 役
- Mの悲劇（2005年、TBS）
- 海猿 UMIZARU EVOLUTION（2005年、フジテレビ）
- ドラゴン桜 第8話（2005年、TBS）
- 世にも奇妙な物語「イマキヨさん」（2006年、フジテレビ）
- 新宿スワン（2007年、テレビ朝日） - 真虎 役
- 炎の警備隊長・五十嵐杜夫6（2007年、ABC） - 片山拓馬 役
- 相棒6 第13話（2008年、テレビ朝日） - 稲垣 役
- ウォーキン☆バタフライ（テレビ東京、2008年7月） - 錦野健一郎 役
- 仮面ライダーディケイド（2009年、テレビ朝日） - 羽黒レン 役
- 非婚同盟（2009年、東海テレビ） - 諸沢克敏 役
- 十津川刑事の肖像 第1作 （2009年、フジテレビ） - 小田雄太郎 役
- 歌セラ 第1回「男たち」（2010年10月、TUY・TBC・HBCほか）
- 花嫁のれん（2010年、東海テレビ） - 森川 役
- 幻夜 第7話（2010年、WOWOW）

### バラエティ
- 名前で呼ぶなって!（2007年、独立UHF局）

### CM
- ヴィダルサスーン〜Men in Tears〜

### 映画
- ウォーターボーイズ（2001年） - 北村栄吉 役
- ピカ☆ンチ LIFE IS HARDだけどHAPPY（2002年）
- ピカ☆☆ンチ LIFE IS HARDだからHAPPY（2004年）
- 樹の海（JUKAI）（2004年）
- オトシモノ（2006年） - 須藤茂 役
- 13の月（2006年）
- ワルボロ（2007年）
- チェスト!（2008年）
- ごくせん THE MOVIE（2009年） - 島津栄基 役

### ラジオドラマ
- 岩井俊二プロデュース円都通信「少女毛虫」（TOKYO-FM）

### 舞台
- ミュージカル テニスの王子様 More than Limit 聖ルドルフ学院 - 河村隆 役
- ロックミュージカル『BLEACH』再炎 - 吉良イヅル 役
- ロックミュージカル『BLEACH』The Dark of The Bleeding Moon - 吉良イヅル 役
- ROCK MUSICAL BLEACH the LIVE 卍解SHOW code:001 - 吉良イヅル 役
- ロックミュージカル『研修医魂（けんだま）』（2007年1月） - 合田充明 役
- ロックミュージカル『BLEACH』No Clouds in the Blue Heavens（2007年3月） - 吉良イヅル 役
- ROCK MUSICAL BLEACH DX（ROCK MUSICAL BLEACH THE ALL,THE LIVE 卍解SHOW CODE:002） - 吉良イヅル 役
- ロストデイズ（2008年5月9日 - 25日） - 志村晃 役
- ソウガ
- ROCK MUSICAL BLEACH the LIVE 卍解SHOW code:003 - 吉良イヅル 役
- ヘルプマン!（2010年9月15日 - 20日）
- Letter（2011年8月31日 - 9月4日）

### PV
- DREAMS COME TRUE「やさしいキスをして」
- 東方神起「Lovin' you」